# Marliana
Marliana é uma comuna italiana da região da Toscana, província de Pistoia, com cerca de 2.914 habitantes. Estende-se por uma área de 42 km², tendo uma densidade populacional de 69 hab/km². Faz fronteira com Massa e Cozzile, Montecatini-Terme, Pescia, Pistoia, Piteglio, Serravalle Pistoiese.

## Demografia
| Variação demográfica do município entre 1861 e 2011                               |
|                                                                                   |
| Fonte: Istituto Nazionale di Statistica (ISTAT) - Elaboração gráfica da Wikipedia |